# Butte Meadows (Kalifornija)
Butte Meadows je naseljeno područje za statističke svrhe u američkoj saveznoj državi Kalifornija. Prema popisu stanovništva iz 2010. u njemu je živjelo 40 stanovnika.